# 马聚比
马聚比（法語：Mazuby，法語發音：[mazybi] ⓘ）是法国奥德省的一个市镇，属于利穆区。

## 地理
马聚比（42°48'5"N, 2°1'59"E）面积8.96 平方千米，位于法国奧克西塔尼大區奥德省，该省份为法国南部沿海省份，北起塔恩省，西北接上加龙省，西接阿列日省，南至东比利牛斯省，东临地中海，东北与埃罗省接壤。
与马聚比接壤的市镇（或旧市镇、城区）包括：康帕尼亚德索、埃斯珀泽勒、加利纳格、尼奥尔德索、罗多姆。

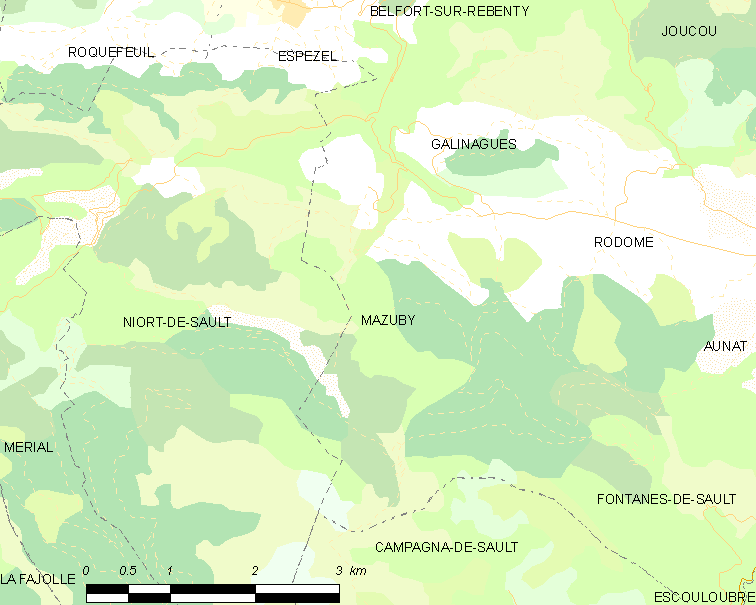
马聚比的OSM定位图

马聚比的时区为UTC+01:00、UTC+02:00（夏令时）。

## 行政
马聚比的邮政编码为11140，INSEE市镇编码为11229。

## 政治
马聚比所属的省级选区为上奥德河谷县。

## 人口

1962-2008年间马聚比人口变化图示

马聚比于2022年1月1日时的人口数量为23人。